# Hutwisch
Der Hutwisch ist ein Berg in der Marktgemeinde Hochneukirchen-Gschaidt im Bezirk Wiener Neustadt in Niederösterreich.
Mit einer Höhe von 896 m ü. A. ist der Hutwisch der höchste Berg der Buckligen Welt, ebenso wie der gleich hohe Kühriegel. Seine bewaldete Gipfelregion kann über ein dichtes Netz an Wegen leicht erreicht werden und von der 22 Meter hohen Kernstockwarte blickt man über die Hügel der Buckligen Welt bis ins Burgenland, in die Steiermark, zur Rax und zum Schneeberg. Auch der Niederösterreichische Landesrundwanderweg führt über den Berg.